# Jan Gryn
Jan Gryn, ps. Miron (ur. 7 marca 1909 w Huszczce Małej, zm. 6 maja 1997) – polski działacz ruchu ludowego, komendant Okręgu Lublin Batalionów Chłopskich, podpułkownik.

## Życiorys
Jan Gryn urodził się 7 marca 1909 jako syn Piotra i Anny. Po ukończeniu gimnazjum odbył służbę wojskową, kończąc Szkołę Podchorążych Rezerwy Piechoty w Śremie i uzyskując stopień podporucznika rezerwy. Zakończywszy służbę wojskową, podjął studia w Szkole Głównej Gospodarstwa Wiejskiego, które ukończył w 1937, uzyskując tytuł inżyniera rolnictwa. W okresie międzywojennym był działaczem ZMW „Wici”, Polskiej Akademickiej Młodzieży Ludowej oraz Stronnictwa Ludowego.
Po wybuchu II wojny światowej był pracownikiem spółdzielni „Społem” w Zamościu. Związał się z konspiracją, wstępując w 1940 do ZWZ, a w 1941 do SL „Roch”. Został komendantem placówki Sitaniec, a od 1941 komendantem Obwodu Zamość Batalionów Chłopskich. Funkcję pełnił do lipca 1942, gdyż od sierpnia tego roku był komendantem Okręgu Lublin tej organizacji. Na tym stanowisku znajdował się do listopada 1942. Później był zastępcą komendanta podokręgu zamojskiego. Pod koniec okupacji pracował na stanowisku referenta rolnego Delegatury Rządu na Kraj w okręgu lubelskim.
W październiku 1944 został aresztowany przez NKWD i osadzony w areszcie w Lublinie przy ulicy Chopina 18, a następnie na lubelskim zamku. 18 listopada został wywieziony do obozów jenieckich w ZSRR – w okolicach Borowicz i w obwodzie swierdłowskim. W lutym 1945 awansowany do stopnia podpułkownika. Z zesłania powrócił 17 listopada 1947.
Po powrocie z zesłania osiadł w Warszawie, działał w organizacjach rolniczych i w Komisji Planowania przy Radzie Ministrów.
Zmarł 6 maja 1997.

## Ordery i odznaczenia
- Krzyż Srebrny Orderu Virtuti Militari
- Krzyż Walecznych
- Order Krzyża Grunwaldu III klasy
- Krzyż Batalionów Chłopskich
- Krzyż Partyzancki
- Złoty Krzyż Zasługi z Mieczami